# بلدة بورت شيلدون (ميشيغان)
بورت شيلدون (بالإنجليزية: Port Sheldon Township, Michigan)‏ هي بلدة تقع بولاية ميشيغان في الولايات المتحدة. تبلغ مساحتها 58.7 (كم²)، وترتفع عن سطح البحر 181 م، بلغ عدد سكانها 4503 نسمة في عام تعداد الولايات المتحدة 2000 حسب إحصاء مكتب تعداد الولايات المتحدة وتصل الكثافة السكانية فيها 77.8 نسمة/كم2.

## وصلات خارجية
- http://www.portsheldontwp.org/
- The US50 - Cities and Towns in Michigan State
- Michigan Cities and Towns, Facts, Map, Flag, Colleges, Government, and More